# محمد قاسم خضير
محمد قاسم خضير (ولد في 9 يونيو 1966) مهندس إلكترونيات كويتي، أستاذ مساعد، دكتور بقسم تكنولوجيا الهندسة الإلكترونية سابقا في كلية الدراسات التكنولوجية، واستشاري بـمؤسسة الكويت للتقدم العلمي، ناشر ومتواصل علمي على مستوى العالم العربي، يعمل على نشر العلم من خلال السايوير بودكاست والبرامج التلفزيونية، والمحاضرات العامة، وبرنامج اليوتيوب والكتب وشبكات التواصل الأجتماعي، والده قاسم خضير قاسم أول معلم كويتي يدرّس مادة الكيمياء في المرحلة الثانوية، وأول كاتب كويتي وخليجي ألف في أدب الرعب.
من اهتمامات الدكتور محمد قاسم الرئيسية نشر العلم في العالم العربي، وقد أعدته مجلة نيتشر للشرق الأوسط أحد أفضل ستة ناشرين العلم في العالم العربي، فهو يقدم محاضرات عديدة دول الخليج، محاضراته عامة، وتتحدث عن علوم الكونيات والذكاء الاصطناعي وأمور علمية متنوعة ومحفزة لحب العلم.
وقد ظهر الدكتور محمد قاسم في عدة برامج تلفزيونية علمية منها ما أعدها وقدمها مثل سلسلة من 26 حلقة علمية بعنوان «العالمون» بـقناة أبوظبي، ومنها ما ظهر في مقابلات مثل قناة العربية وقناة France 24، وقناة أبوظبي، راديو مرينا إفم إم، وقناة المجد، وفي مقابلة بالقمة العالمية للحكومات، وقد كتبت فيه مقالات عديدة في الجرائد عن نشره للعلم
بالإضافة لذلك فقد قدم الدكتور محمد قاسم العديد من المحاضرات في العالم العربي، والندوات الحوارية عن العلم، وقد كتب مقالات علمية عديدة في موقع الجزيرة نت سابقا، وألف كتابين علميين أختير أحدهما ليكون من ضمن منهج الصف الثاني عشر بدولة الإمارات العربية المتحدة.
وقد حكم العديد من المسابقات العلمية للاختراعات والابتكارات والابدعات في دولة الكويت والمملكة العربية السعودية ودولة الإمارات العربية المتحدة.

## التعليم
حصل الدكتور محمد قاسم على شهادة البكالوريوس من جامعة كريستيان براذرز (Christian Brothers University) في ممفيس بولاية تنسي بالولايات المتحدة الأمريكية عام 1996، حيث كان مشروعه عن موازنة البندول المقلوب باستخدام خلايا عصبية اصطناعية معدلة جينيا، وذلك باستخدام الذكاء الاصطناعي الذي يتم تعديله بخوارزمية الجينات، ثم أنهى دراسة الماجستير في كولومبوس بولاية أوهايو بجامعة أوهايو ستيت (Ohio State University) في الولايات المتحدة الأمريكية في عام 1999، وكان ذلك في مجال ضغط المعلومات ومعاجلة الإشارات الرقمية، ثم أكمل الدراسة للحصول على شهادة الدكتوراة بجامعة ساوثهامتون (University of Southampton) ببريطانيا عام 2010، حيث عمل على التحسين، ووضع حلول لمشكلة «مسألة كثيرة حدود غير قطعية كاملة» وكان بحثه بعنوان: «عنقدة الحلول: طريقة مبتكرة لحل مشاكل الكثيرة الحدود غير القطعية كاملة Clustering Solutions: A Novel Approach to Solving NP-Complete Problems»، وعمل أيضا على الذكاء الاصطناعي باستخدام خوارزميات التعلم العميق أثناء فترة التفرغ العلمي كزائر في جامعة ساوثهامتون عام 2019.

## العمل
عمل الدكتور محمد قاسم بين عامي 1996 – 2007 مدرساً في قسم الإلكترونيات بكلية الدراسات التكنولوجية في الهيئة العامة للتعليم التطبيقي بدولة الكويت، وعمل بعدها 2010 – 2019 بصفته استاذا مساعدا في قسم الإلكترونيات - كلية الدراسات التكنولوجية - الهيئة العامة للتعليم التطبيقي – الكويت. وعمل أيضا مع مؤسسة الكويت للتقدم العلمي كاستشاري في تطوير نشر الثقافة والعلم في العالم العربي.

## المشاريع والخبرات
يعمل حاليا استشارياً لمؤسسة الكويت للتقدم العلمي لتطوير وتحسين المحتوى العلمي الورقي والإلكتروني لعامة الناس، وعمل في أحدث مجال التعليم الآلي وبالخصوص الخلايا العصبية الاصطناعية في التخصص الدقيق التعليم العميق، وعمل في استشارات وتطوير نظام التذاكر في شركة مكاسب: طور رؤية للشركة في مجال نظام التذاكر التسويقية لهلا فبراير على مستوى دولة الكويت، عمل مع مستثمرين للربط بين المحلات التجارية والرعاة والمستهلكين، شارك في لجنة التقييم في الحكومة الإلكترونية، حيث كان من من ضمن فريق من الاستشاريين لتقييم مناقصات لإنشاء بوابة الحكومة الإلكترونية لدولة الكويت، وحكّم في المعرض العالمي للمخترعين للاختراعات المقدمة في المعرض العالمي للمخترعين، وعمل استشارات لشركة المقاصة الخليجية قدم استشارات لتطوير صفحات الإنترنت مع قواعد البيانات، واشتملت الاستشارات على تطوير الأمن، عمل مع عدة فرق لتطوير رؤية شاملة للخدمات الإلكترونية في الكويت، وقام باستشارات لتطوير نظام الموارد البشرية في كلية الدراسات التكنولوجية.
وحكم في إثراء التي ينظمها مركز الملك عبد العزيز الثقافي العالمي في المملكة العربية السعودية 2014 في مسابقات الإعلام الجديد «أروي»، وكذلك حكم في مسابقة «مبتكرون دون 35» عام 2019.

## إنجازاته واهتمامات الشخصية

### السايوير بودكاست[25]
أسس د. قاسم السايوير بودكاست عام 2009، وهو يحظى بشعبية واسعة في الشرق والغرب، السايوير بودكاست عبارة عن برنامج علمي ثقافي تكنلوجي صوتي باللغة العربية ويتناول مواضيع علمية وتكنلوجية بطريقة مشوقة، وهو من تقديمه وانتاجه، من الأمثلة على المواضيع المطروحة: الفلك، الكمبيوتر، الأحياء، علم النفس والاجتماع، الرياضيات، المخ، وكذلك المقابلات مع اشخاص لهم مكانه علمية مرموقة مثل الفيزيائي الحائز على جائزة نوبل كيب ثورن (Kip Thorne) والفيزيائي شون كارول (Sean Carroll)، ومن أجمل الحلقات المقدمة في هذا البودكاست، من أنا، اشياء لن تستطيع ان تتخيلها، النظرية النسبية العامة و الخاصة، كيف تعمل نظرية التطور، الحياة الخالدة لهنرياتا لاكس.

### برنامج العالمون[4]

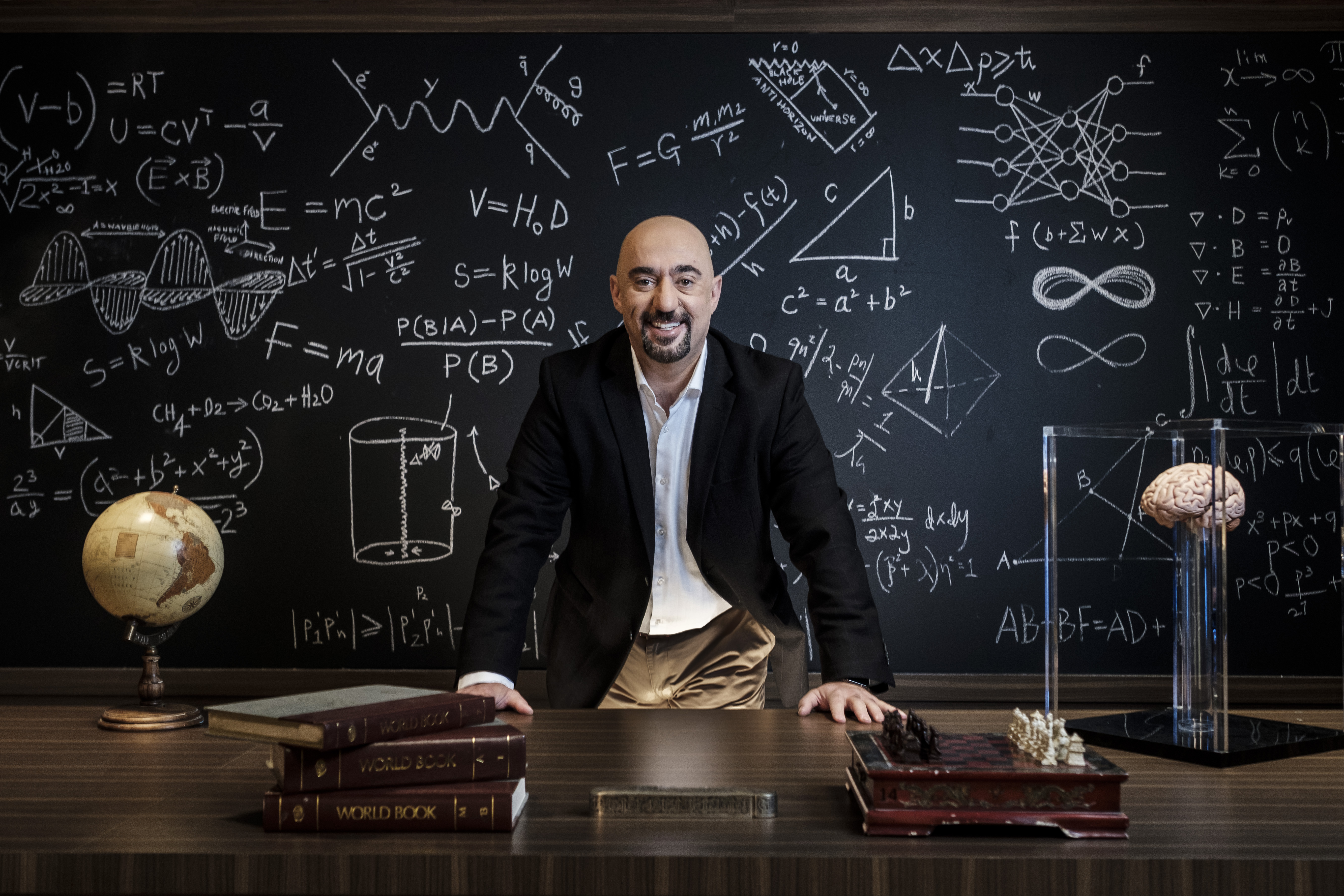
محمد قاسم في استوديو البرنامج التلفزيوني "العالمون"، برنامج علمي من 26 حلقة عن النظرة الكلاسيكية للكون وكذلك الميكانيكية الكمية، يعرض البرنامج في قناة أبوظبي.

هو برنامج علمي عُرض على قناة أبوظبي ويعرض على اليوتيوب ويقدم على فصلين،
الفصل الأول: النظرة الكلاسيكية للكون
إبحار بسفينة العلم في رحلة مشوقة بداخل عقول العلماء في تدرج زمني حتى تصل إلى عصرنا هذا، يشرح فيها تاريخ اكتشافات العلماء الأشهر في تاريخ الكونيات، ويمر من غاليليو غاليلي ونظره إلى السماء باستخدام تلسكوب بسيط، إلى استخدام مرصد لايغو للكشف عن الثقوب السوداء الثنائية.
الفصل الثاني: ميكانيكا الكم
رحلة عبر الزمن لتكتشف الذرة والمكونات الصغيرة بداخلها وغرابة العالم الكمي. يبدأ من ابن الهيثم الذي كان أول من كشف خواص الضوء، إلى العلماء المعاصرين الذين أسسوا لمبادئ العوالم المتعددة المفترض في ميكانيكا الكم.

### القراءة والكتابة
مما لا شك فيه أن هواية الدكتور محمد قاسم قراءة الكتب العلمية والمجلات العلمية وقصص الخيال العلمي جعلته قادرا على سياقة القصص لتبسيط العلوم بأسلوب مشوق وفريد من نوعية فهو قادر على سلب اذهان المستمعين والقراء والانغماس في تأثير قصصه الساحرة المليئة بالمعلومات العلمية الموثوقة، هو حريص على أخذ المعلومات العلمية من مصادر موثوقة ومرموقة علمياً.

### المحاضرات
تقديمه للمحاضرات العلمية في عدد من البلدان وفي مواضيع متنوعة هو أحد أهدافه لنقل العلم للعالم العربي ومن أقواله «هدفي إعادة تقديم العلم للجيل الجديد بدعوتهم للتعلم والاستمتاع وللتفكير نقديا في أحدث العلوم» ومن المحاضرات التي قدمها بعنوان: الصراع بين العقل البشري والذكاء الاصطناعي، من الكون الملهم إلى الكون المظلم، ومغالطات في التفكير النقدي، والأكوان المتوازية والعوالم المتعددة، وحينما يحلم الكمبيوتر.
ومن هوايته عزف الموسيقى الكلاسيكية على البيانو بعد انقطاع طويل عنها وقد ذكر السبب في السايوير بودكاست في حلقة الموسيقى في العلم.

## النشر والأبحاث العلمية
- كتاب «للأذكياء فقط»، دار ذات السلاسل، ألغاز باللغة العربية 1997.
- كتاب «أشياء لن تستطيع أن تتخيلها»، دار نوفا بلاس للنشر والتوزيع 2016.
- كتاب «أشياء لن تستطيع أن تتخيلها»، وزارة التربية في دولة الإمارات المتحدة، في منهج الصف الثاني عشر 2016.
- كتاب «من أنا؟»، دار نوفا للنشر والتوزيع 2018.
- بحث كفؤ في كتاب الشفرة للمتجهات الكمية: استثمار هيكلة كتاب الشفرة الضمني Efficient Code Book Search for Vector Quantization: Exploiting Inherent Codebook Structure.[26]
- تعرف الأقمار الصناعية باستخدام فهرسة المتجهات الخاصة Eigen-indexing in Satellite Recognition.[27]
- تعقيد قابلية الإرضاء القصوى باستخدام خوازميات عشوائية Complexity of Max-SAT using stochastic algorithms.[28]
- رفع أداء محسنات التوافقية باستخدام المتوسط والتعنقد Improving Performance in Combinatorial Optimisation Using Averaging and Clustering.[29]
- خوازمية بحث نمطي محسن لحل الإيفاد الديناميكي اقتصاديا مع تأثير نقطة الصمام An improved Pattern Search based algorithm to solve the Dynamic Economic Dispatch problem with valve-point effect.[30]
- تعلم الهيكلة الضمخة لمساحة الإرضاء القصوى باستخدام السكان Learning the large-scale structure of the max-SAT  landscape using populations.[31]
- عنقدة الحلول: طريقة مبتكرة لحل مشاكل «الكثيرة الحدود غير القطعية كاملة». Clustering Solutions: A Novel  Approach to Solving NP-Complete Problems.[24]

## الجوائز
- الميدالية الذهبية على العالم في برمجة الكمبيوتر تم الحصول عليها سنة 1987 في المعرض العالمي في كيوبيك كندا Quebec Canada.
- المركز الأول في مسابقات جمعية المهندسين الكهربائيين والإلكترونيين IEEE في المؤتمر الجنوب شرقي، في مسابقة البرمجية حرب الأنوية Core Wars سنة 1994، في الولايات المتحدة الأمريكية.
- المركز الثالث في مسابقات جمعية المهندسين الكهربائيين والإلكترونيين IEEE في المؤتمر الجنوب شرقي، في مسابقة الألعاب السبرانية Cybergames سنة 1995 في الولايات المتحدة الأمريكية.
- خمسة شهادات جدارة أكاديمية من السفارة الكويتية في الولايات المتحدة الأمريكية للحفاض على المعدل 3.5 فما فوق.
- جائزة شبكة الإيجابية (فئة الشخصيات) لعام 2019.[32]